# Cynanchum petignatii
Cynanchum petignatii là một loài thực vật có hoa trong họ La bố ma. Loài này được Liede & Rauh mô tả khoa học đầu tiên năm 1996.